# 27227 McAdam
27227 McAdam è un asteroide della fascia principale. Scoperto nel 1999, presenta un'orbita caratterizzata da un semiasse maggiore pari a 3,1063674 au e da un'eccentricità di 0,1323300, inclinata di 1,77482° rispetto all'eclittica.